# Acalypha glandulosa
Acalypha glandulosa é uma espécie de flor do gênero Acalypha, pertencente à família Euphorbiaceae.